# Complesso monumentale di Sant'Agostino
Il complesso monumentale di Sant’Agostino, precedentemente convento di Sant’Agostino, è un complesso di San Ginesio che comprende un auditorium, allestito nell'ex chiesa di Sant'Agostino, e un convento, utilizzato fino allo sciame sismico del 2016 e del 2017 dall'Istituto di Istruzione Superiore A. Gentili.

## Auditorium
L'auditorium, in precedenza chiesa di Santa Maria Maddalena e poi dal 1516 chiesa di Sant’Agostino, venne costruito in stile romanico nel XIII secolo, precisamente nel 1230, e intitolato a Santa Maria Maddalena. I resti romanici della precedente chiesa sono tuttora visibili nell'angolo a destra della facciata. Il primo restauro della struttura avvenne nel XVI secolo, il secondo nel 1615, il terzo nel XVIII secolo, precisamente nel 1726, dove vennero commissionati numerosi lavori da padre Fulgenzio Rossi, e il quarto nel 1753, su progetto dell'architetto svizzero Carlo Antonio Sassi, che fece demolire la facciata romanica, costruita con un protiro e colonne sostenute da quattro leoni, per realizzarne una in stile barocco di tipo bavarese o austriaco. Nel 1799, a causa del terremoto di Cessapalombo, la chiesa subì vari danni che portarono all'abbattimento del campanile. Con l'Unità d'Italia e la soppressione dell'ordine degli agostiniani, avvenuto con decreto del 3 gennaio del 1861, divennero di proprietà del Regno. Lo sciame sismico del 2016 e 2017 colpì duramente la struttura che rimase gravemente danneggiata fino al 2020, quando venne messa in sicurezza con impalcature e pannelli di legno truciolare compensato e inaugurata con l'apertura della mostra "Hoc Opus - Ritorno alla Bellezza", mostra temporanea dove sono esposti i quadri precedentemente in mostra presso la Pinacoteca antica del Comune, oggi inagibile.

## Convento[1]

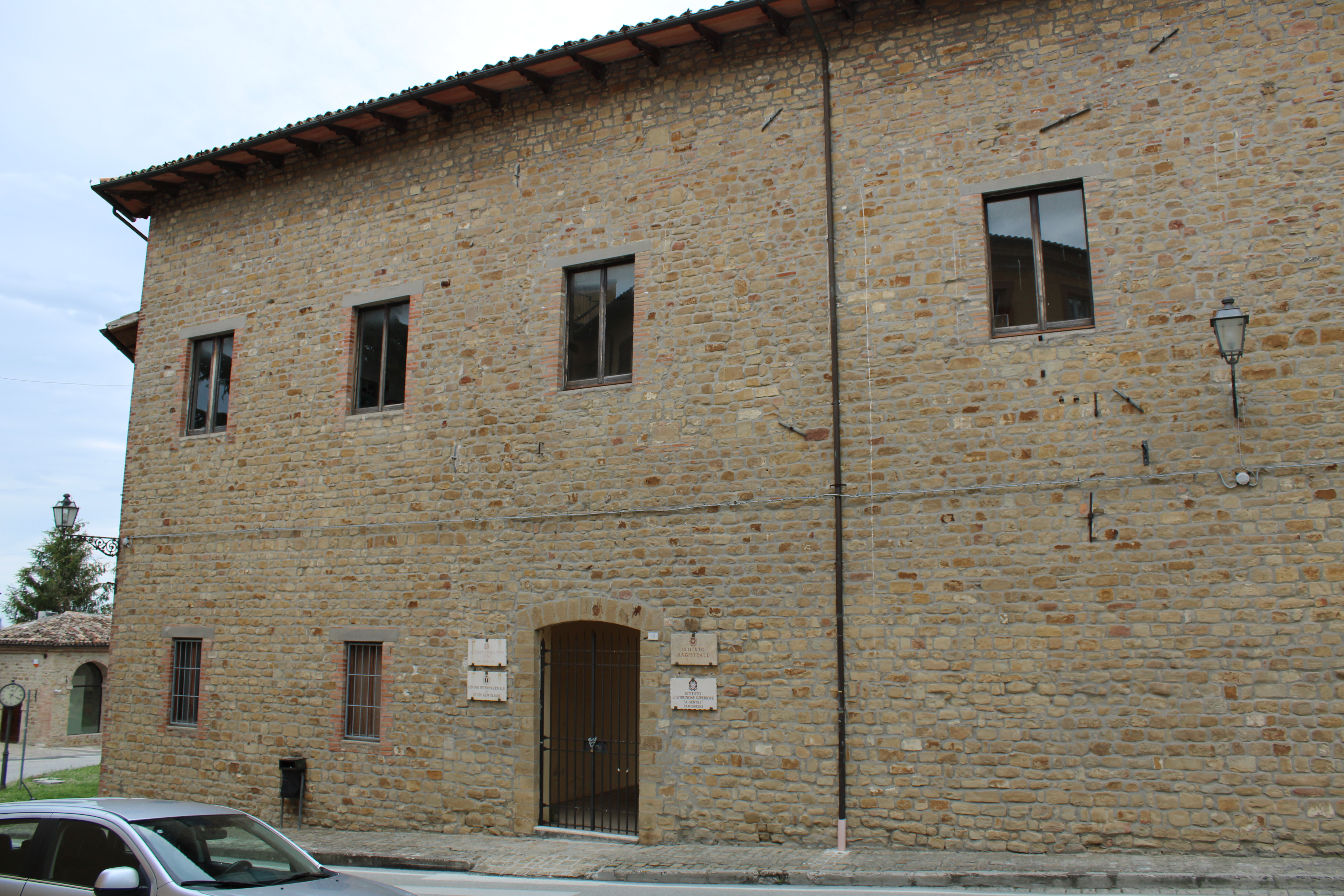
Ex Convento degli Agostiniani

L'annesso convento del complesso, sede del Centro Internazionale di Studi Gentiliani e dell'IIS A. Gentili, dal 1887 al 2016, venne costruito solamente nel 1295 con l'arrivo dei frati agostiniani. Lo stile architettonico di questa struttura segue quello dell'ex chiesa: il primo è quello romanico, poi modificato sempre in barocco e perfezionato nel XIX secolo. Ricostruito interamente dopo il 1615 su progetto dell'architetto Gerolamo Casini integrato con alcune osservazioni del Generale dell'Ordine, padre Nicola Giovannetti di Sant'Angelo in Pontano, con la nascita del Regno d'Italia napoleonico, la struttura è stata utilizzata come Vice Prefettura. Al centro si trova il chiostro, circondato da un loggiato con un pozzo d'acqua (Pozzo di San Nicola) accompagnato da una scritta latina che testimonia il potere taumaturgico di quell'acqua.

### Decorazioni
L'ex convento non presenta particolari decorazioni, tranne nell’ex refettorio, che ospitava l’aula magna dell’Istituto, dove si possono trovare varie rappresentazioni di frati agostiniani famosi che sono passati per quella struttura, tra cui proprio San Nicola. Queste decorazioni si trovano sia sul soffitto della stanza, sia su alcune semi-cappelle al lati. Grazie all’ex sindaco Febo Allevi gli studenti che vivevano i corridoi della struttura prima del sisma del 2016 e del 2017 potevano ammirare una serie di reperti archeologici di età romana e medievale ritrovati nel territorio di San Ginesio. All’esterno, sotto il loggiato che circonda il chiostro, si trovano 24 affreschi che rappresentano la vita di Sant'Agostino, dipinti nel XVII secolo (1630-1640) dal pittore Domenico Malpiedi.